# Mutual Union Telegraph
La Mutual Union Telegraph fondée en 1880 à Chicago était une compagnie de télégraphe importante, avec des bureaux à New York, Boston, Washington et Philadelphie.

## Histoire
Mise sur pied par John O. Evans et John Godfrey Moore (1847-1899), avec l'aide des dirigeants de la compagnie ferroviaire "Baltimore and Ohio Railroad", la Mutual Union Telegraph vise à briser la situation de quasi-monopole de la Western Union américaine.
Son modèle économique, original pour l'époque, consistait à mutualiser ses coûts en louant ses fils à plusieurs groupes de presse différents. Elle fut la première à adopter en 1883 le "Code Phillips", un procédé de sténo-télégraphie, inventé en 1877 par Walter P. Phillips, un opérateur de télégraphe américain.
En 1886, son principal soutien, la "Baltimore and Ohio Railroad" fait faillite et doit revendre, la Mutual Union Telegraph à son principal concurrent, la Western Union. John Godfrey Moore conserve un poste à la direction, puis devient banquier pour la Chase Manhattan Bank.